# 스잔나 (1967년 영화)
《스잔나》(Susanna)는 홍콩에서 제작된 하몽화 감독의 1967년 멜로/로맨스 영화이다. 리칭 등이 주연으로 출연하였다.

## 출연
- 리칭